# دیوید بارون (دانشمند رایانه)
دیوید بارون (به انگلیسی: David Baron) دانشمند رایانه آمریکایی، مهندس مرورگر وب ، نویسنده استانداردهای باز ، سخنران فناوری، و مشارکت‌کننده متن باز است. او چندین مشخصات استانداردهای وب سی‌اس‌اس از جمله ماژول رنگی سی‌اس‌اس سطح ۳،  قوانین مشروط سی‌اس‌اس،  و چندین پیش‌نویس کاری را نوشته و ویرایش کرده است. او کار بر روی موزیلا را در سال ۱۹۹۸ آغاز کرد، و در سال ۲۰۰۳ توسط موزیلا برای کمک به توسعه و تکامل موتور رندر گکو استخدام شد و در سال ۲۰۱۳ به سمت یک مهندس ممتاز قرار گرفت. او از سال ۲۰۱۷ تا ۲۰۲۰ نماینده موزیلا در گروه فرمان WHATWG بود. او از زمان انتخاب شدن در سال ۲۰۱۵ به طور مداوم در گروه معماری فنی W3C (TAG) خدمت کرده است. او در سال ۲۰۲۱ به گوگل پیوست تا در گوگل کروم مشغول کار شود.

## اختراعات قابل توجه
- تست دوباره - تست‌های بصری خودکار رندر موتور مرورگر[۱۵]
- پیاده‌سازی انیمیشن‌های سی‌اس‌اس در گکو[۱۶]

## نوشته‌ها
بارون نویسنده و ویرایشگر چندین استانداردهای وب اتحادیه وب جهان‌گستر است:
- توصیه ماژول رنگ سی‌اس‌اس سطح ۳[۵]
- ماژول قوانین شرطی سی‌اس‌اس سطح ۳ توصیه کاندید[۶]
- پیش‌نویس طرز بکارگیری انیمیشن‌های سی‌اس‌اس سطح ۱[۱۷]
- پیش‌نویس طرز بکارگیری سطح ۳ ماژول سرریز سی‌اس‌اس[۱۸]
- پیش‌نویس شیوه انتقال سی‌اس‌اس[۱۹]